# Province d'Awa (Chiba)

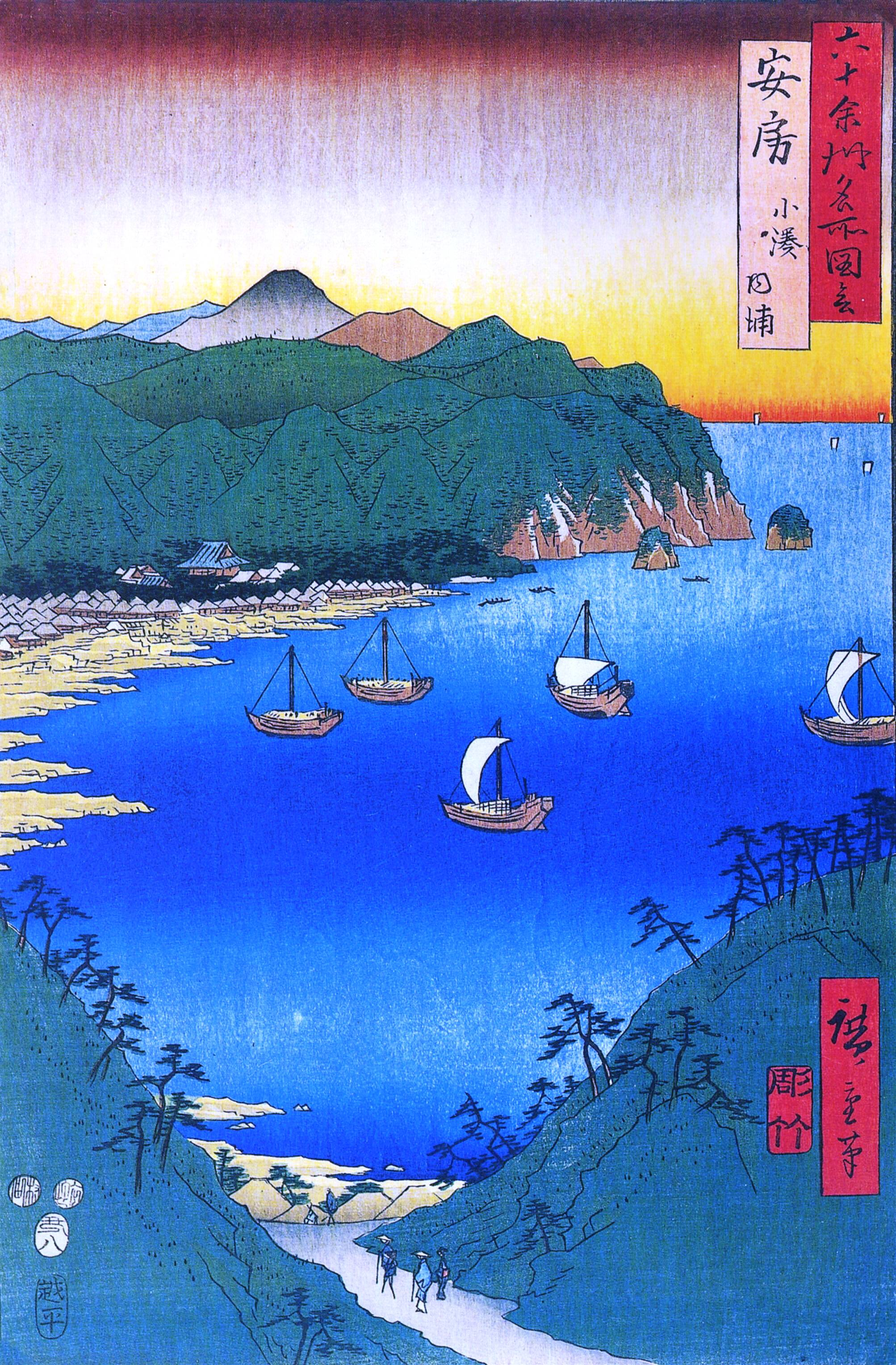
Ukiyo-e montrant la baie d'Awa, par Hiroshige.

Pour les articles homonymes, voir Province d'Awa et Awa.
Awa (安房国, Awa no kuni) était une ancienne province du Japon qui occupait une partie de l'actuelle préfecture de Chiba. Elle faisait partie des quinze provinces traversées par la route du Tōkaidō.

## Géographie
La province était bordée au nord par la province de Kazusa, et se tenait au bout de la péninsule de Bōsō (房総半島, Bōsō hantō) qui tire son premier kanji du nom de la province d'Awa et son deuxième du nom de province de Kazusa.

### Districts
La province était composée de 4 districts :
- Asai ;
- Awa ;
- Heguri ;
- Nagasa.

La capitale se trouvait dans le district de Heguri. L'emplacement n'a pas été découvert mais on suppose que la ville devait se trouver près de la ville actuelle de Miyoshi.

## Histoire
La province est issue de la division en deux de la province de Kazusa en 718. Pendant l'époque Azuchi Momoyama et la période Sengoku, la province était tenue par le clan Satomi. 
Lors de l'abolition du système han, elle est brièvement transformée en préfecture avant de fusionner avec d'autres, le 15 juin 1873, pour former la préfecture de Chiba.